# Парк імені Івана Багряного
Парк імені Івана Багряного — парк в Шевченківському районі міста Києва, в місцевості Шулявка, парк-пам'ятка садово-паркового мистецтва місцевого значення з 1972 року. Розташований між Берестейським проспектом, кіностудією ім. Олександра Довженка та промисловою зоною по вулиці Дегтярівській.

## Історія
Ідея створення парку виникла у зв'язку із закінченням орендного терміну Київського товариства садівництва на фруктовий сад, що знаходився по Брест-Літовському шосе. Великих доходів сад місту не приносив, тому восени 1898 року голова садової комісії міської думи Ромишовський запропонував приєднати до меж міста цю ділянку та влаштувати тут заміський парк суспільного користування. Незабаром Дума ухвалила рішення про виділення 58 десятин землі для влаштування парку. Наступного, 1899 року відзначалося 100-річчя із дня народження Олександра Пушкіна, тому парк вирішили назвати Пушкінським. Іноді зустрічається назва парку — «Парк імені О. С. Пушкіна».
У 1900 році солдати 129-го Бесарабського полку, літні табори якого розташовувалися поблизу, а також громадськість міста почали роботи зі створення парку. На площі 2 десятини створили розсадник на 100 тисяч саджанців для майбутньої посадки. Паралельно відбувся конкурс на найкращий проєкт парку, який завершився лише у 1901 році. Переміг проєкт головного садівника міста І. О. Жуковського. «Родзинкою» парку стало те, що його облаштували для прогулянок верхи та на автомобілі. Для цього у проєкті передбачалися дві широкі наскрізні алеї, які з'єднували сучасні проспект Перемоги та Дегтярівську вулицю.
Було вирішено, що дерева в парку посадять діти. Заздалегідь підготували 2000 ям і стільки ж саджанців — їх подарували відомі садівники Крістер і Вессер. 19 жовтня 1902 року відбулося свято. Трамваї привезли у парк понад 1000 учнів з 53 міських училищ, дітям подарували брошури «Дерево і його життя» та «Дерева і їх користь», і під звуки військових оркестрів, у присутності «батьків міста», були посаджені дерева, що дали початок Пушкінському парку. Переважно це були ялини, модрини, а також дуби та липи. На відміну від інших парків міста дерева тут були висаджені окремими біогрупами, в результаті чого утворились гаї з різних видів дерев. Загалом у 1906-1907 роках було висаджено понад 31 тисячу саджанців.
У 1936 році для організації дитячого сектору до парку додали ще 8 га землі, де було висаджено близько 2 тис. дерев, 13 тис. чагарників, влаштовано багато газонів та квітників.
Наприкінці німецько-радянської війни на території парку було влаштовано виставку трофейної німецької техніки. Її урочисто відкрив 23 лютого 1945 року Маршал Радянського Союзу Георгій Жуков. Верховна Рада СРСР 12 березня 1951 р. ухвалила закон «Про захист миру». Цей закон забороняв демонструвати озброєння, тому восени 1951 року виставку було закрито, а експонати — здебільшого утилізовано.
У 1960-х — 1970-х роках у парку було відкрито зелений театр (не зберігся, на його місці — ресторан), будинок культури заводу «Більшовик», танцювальний майданчик (не зберігся), кафе, концертно-танцювальний зал «Ліра» (тепер — виставковий павільйон «Акко-Інтернешнл»), читальний і шахматно-шаховий павільйони (не збереглися), атракціони та ігрові автомати (не збереглися). Протягом 70-х років на території Пушкінського парку по вихідних днях нелегально працював ринок платівок із музичними записами зарубіжних виконавців, які привозилися із-за кордону.
2 червня 1962 року біля входу в парк було встановлено пам'ятник Олександру Пушкіну (скульптор Олександр Ковальов, архітектор Василь Гнєздилов). Статуя поета заввишки 3,5 м, знаходиться на постаменті з чорного лабрадориту, на якому вирізьблено напис «Пушкіну — український народ». Загальна висота пам'ятника становить 7,6 м. Пам'ятник Пушкіну став першим київським пам'ятником, який сидить.
У 2000-х роках розпочато будівництво храму на честь прп. Агапіта Печерського.

Колишній пам'ятник Олександрові Пушкіну, що стояв у парку.

У 2007 році у парку було проведено реконструкцію — проведені роботи з благоустрою території, висаджені молоді дерева: червоний дуб, каштан, ясен, горобина, хвойні породи, влаштовані квітники та ландшафтні композиції. Також реконструювали систему зовнішнього освітлення, вимостили доріжки та встановили лавки.
У 2023 році в рамках деколонізації рішенням Київської міської ради Пушкінський парк перейменовано на честь українського поета Івана Багряного.
15 листопада 2023 року у парку був демонтований найбільший пам'ятник Пушкіну у Києві.

## Флора парку
Зараз у парку близько 60 видів і форм дерев і чагарників. Переважаючими видами дерев є в'яз гладенький, клен гостролистий, клен сріблястий (цукристий), гіркокаштан звичайний, сосна звичайна, ясен зелений, чагарників — бузок звичайний, спірея (таволга), чубушник. Живоплоти виконані з бузку звичайного, барбарису, грабу звичайного. Крім того, тут зростають: береза повисла, бархат амурський, верби біла, вавилонська, козяча і ламка, глід одноматочковий, горобина звичайна, горіх сірий, дуб звичайний, дуб червоний, клен гостролистий кулястої форми, клен ясенелистий, клен-явір, катальпа чудова, липа, модрина європейська, осика, слива Пісарда, тополі біла, канадська, лавролиста та пірамідальна, туя західна, черемха, ялина колюча сизої форми, ялина звичайна, ялівець звичайний, ясен звичайний, ясен звичайний плакучої форми.
Серед чагарників зустрічаються: бирючина, вишня повстиста, дейція, жимолость звичайна, ліщина, пухироплідник калинолистий, сніжноягідник білий, магонія падуболиста, види троянд, форзиції, шипшини.
Багато у парку і фруктових дерев — це абрикос, алича, вишня звичайна, груша, яблуня.

## Світлини

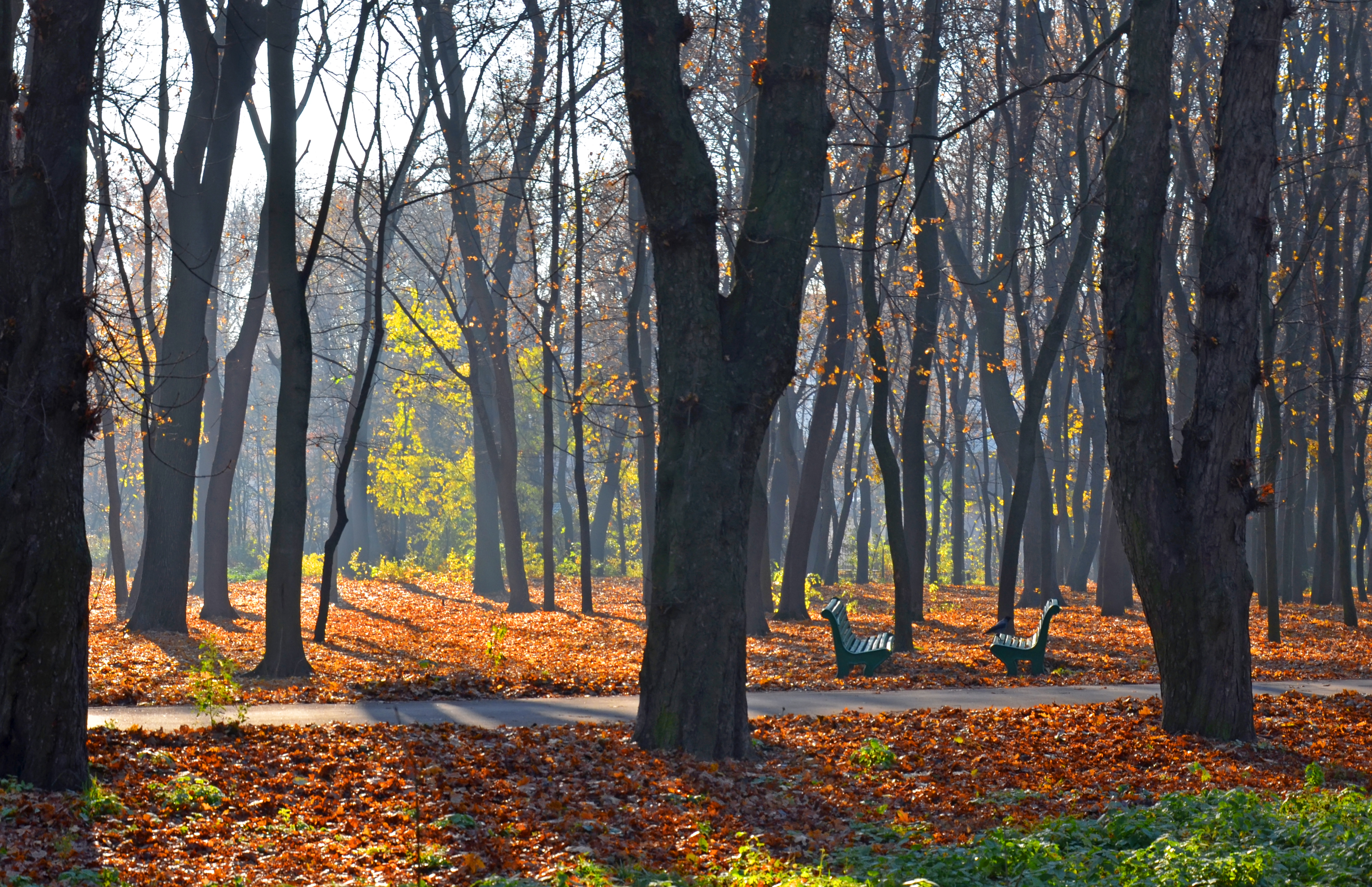
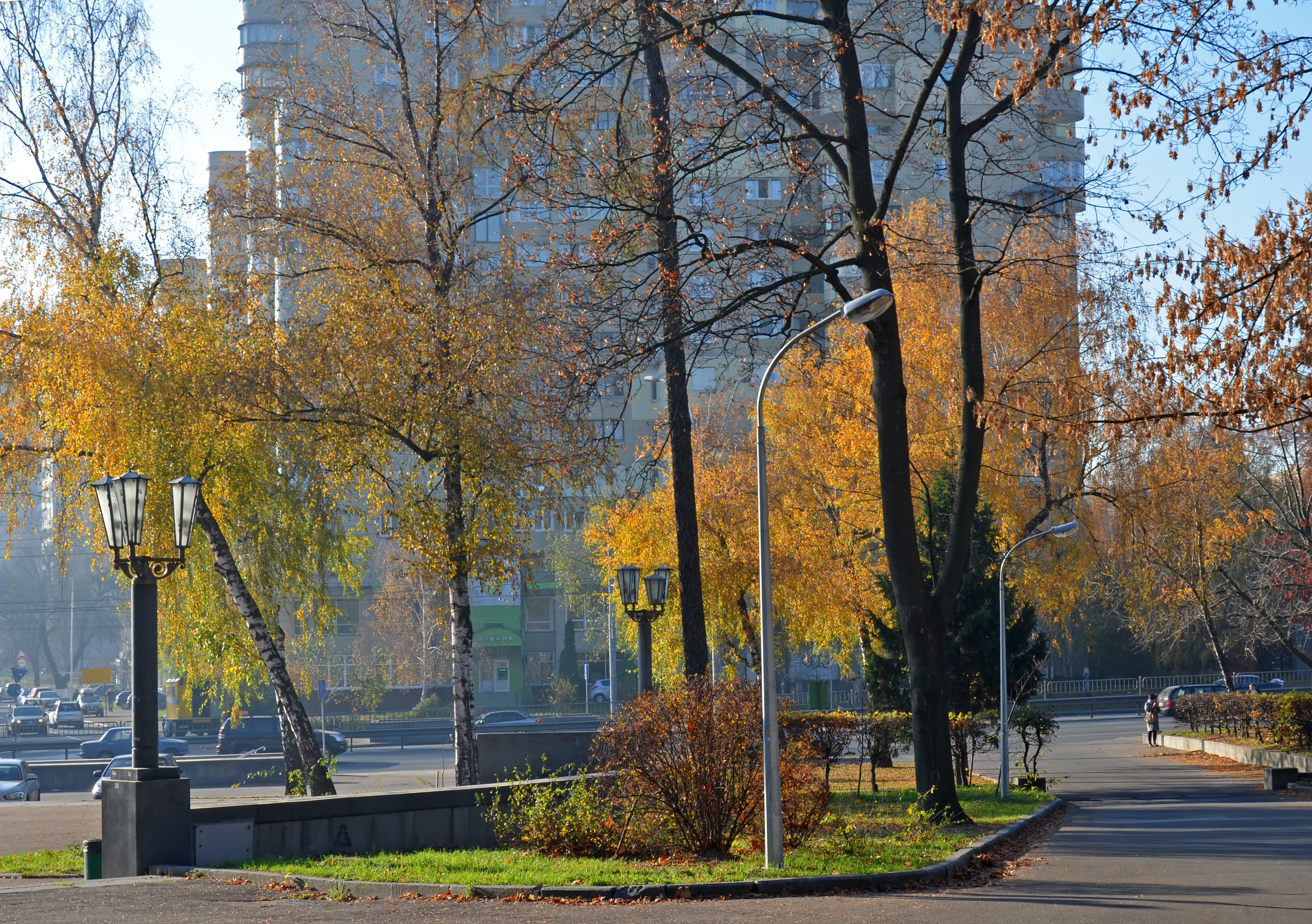
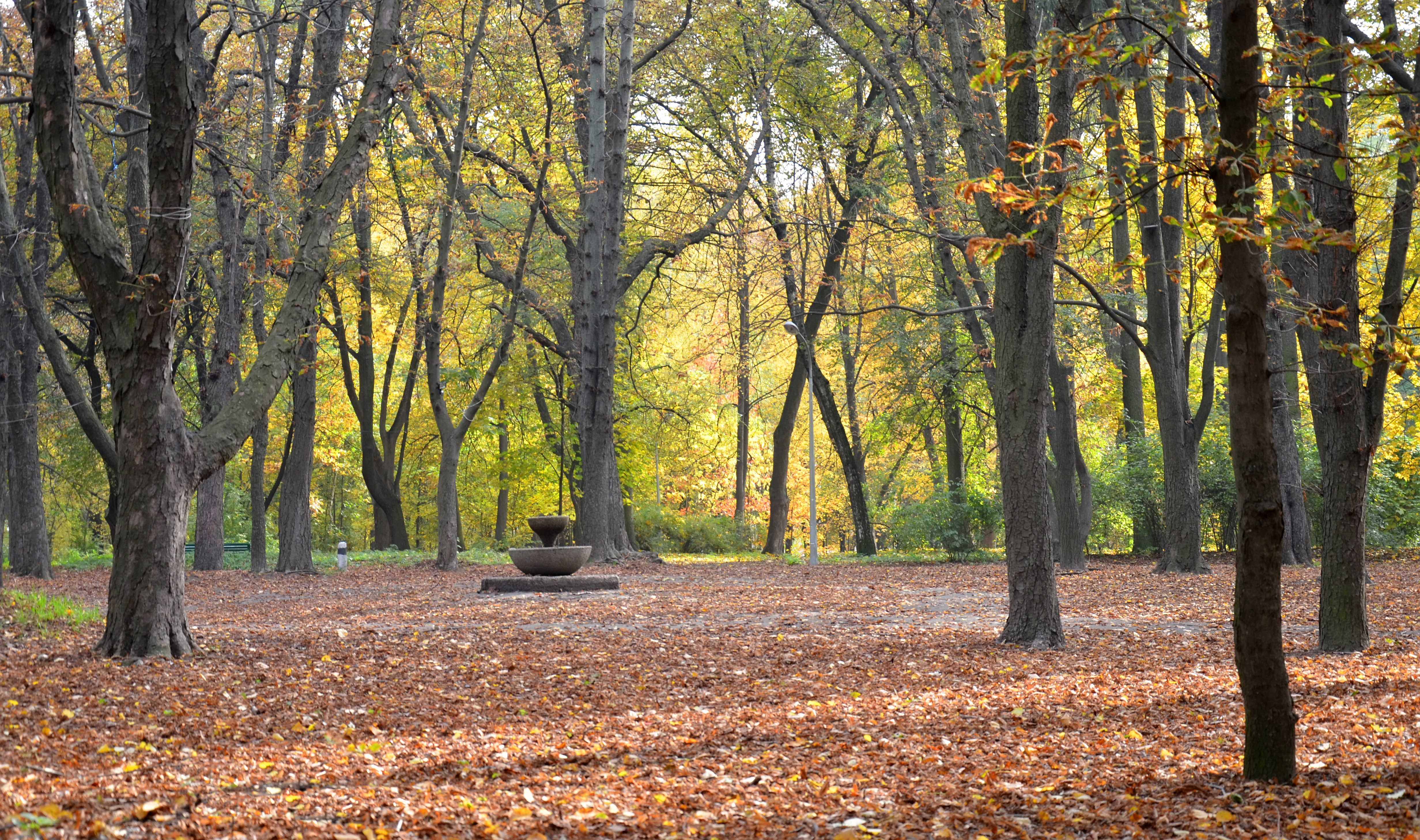
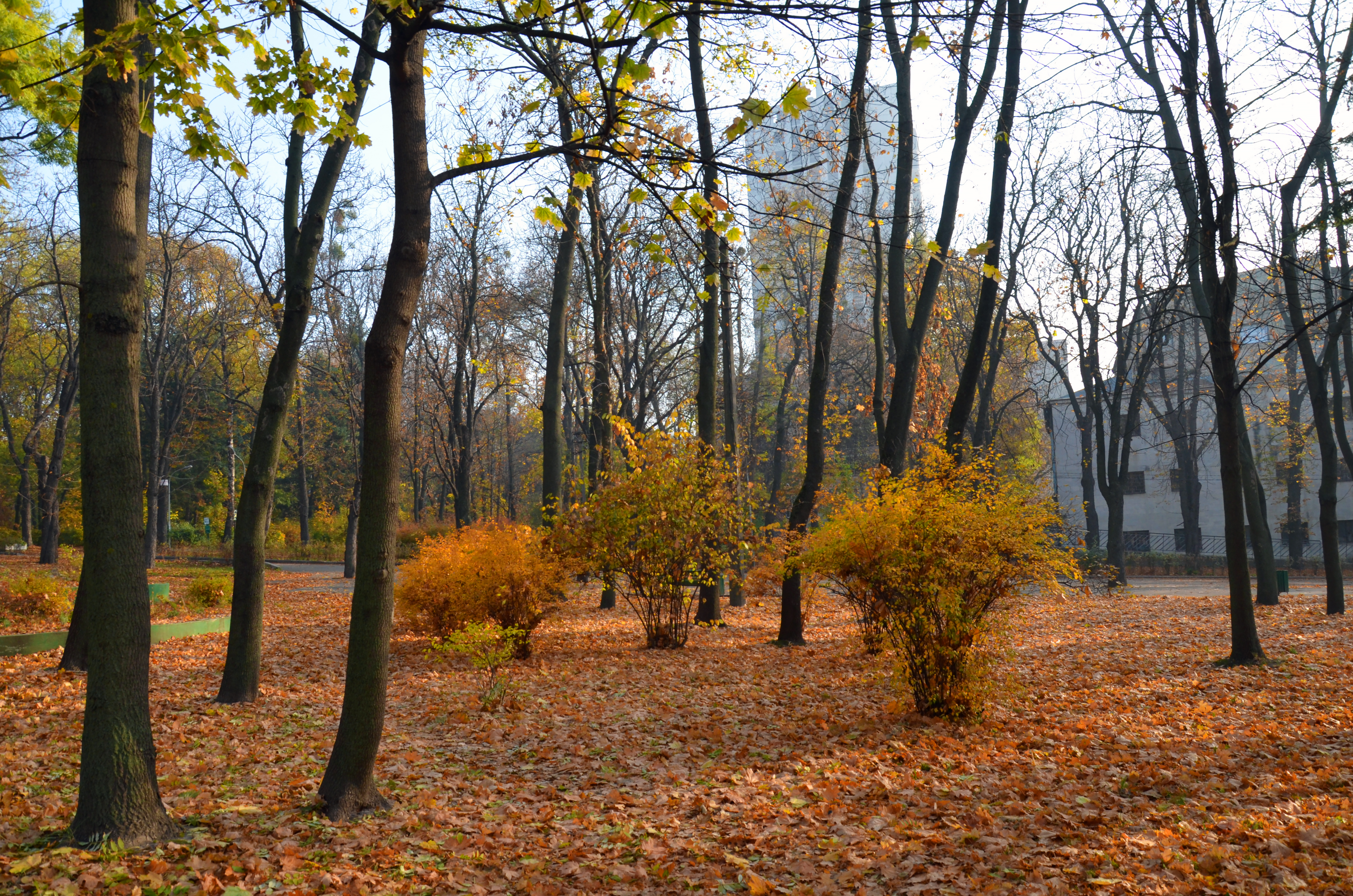
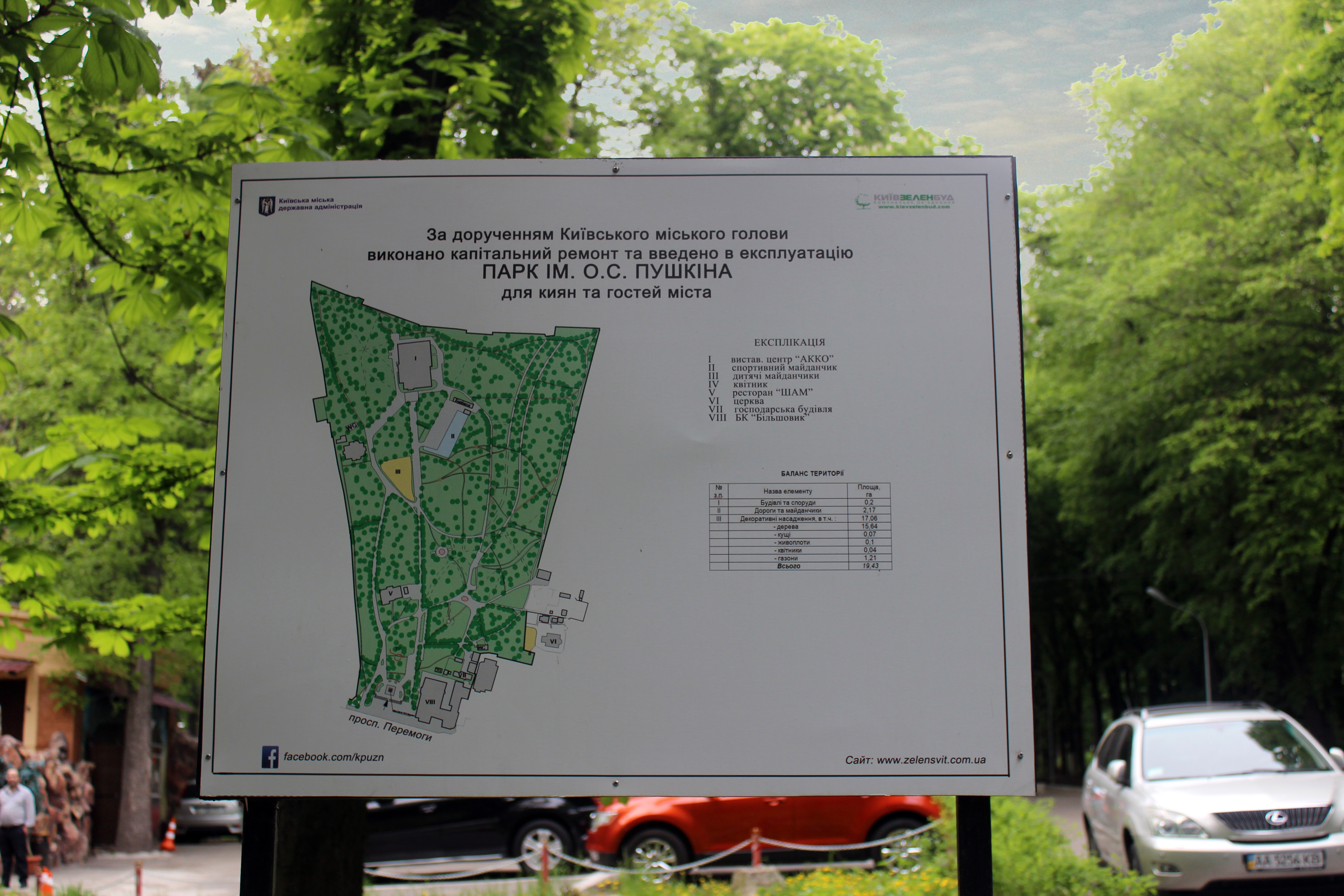
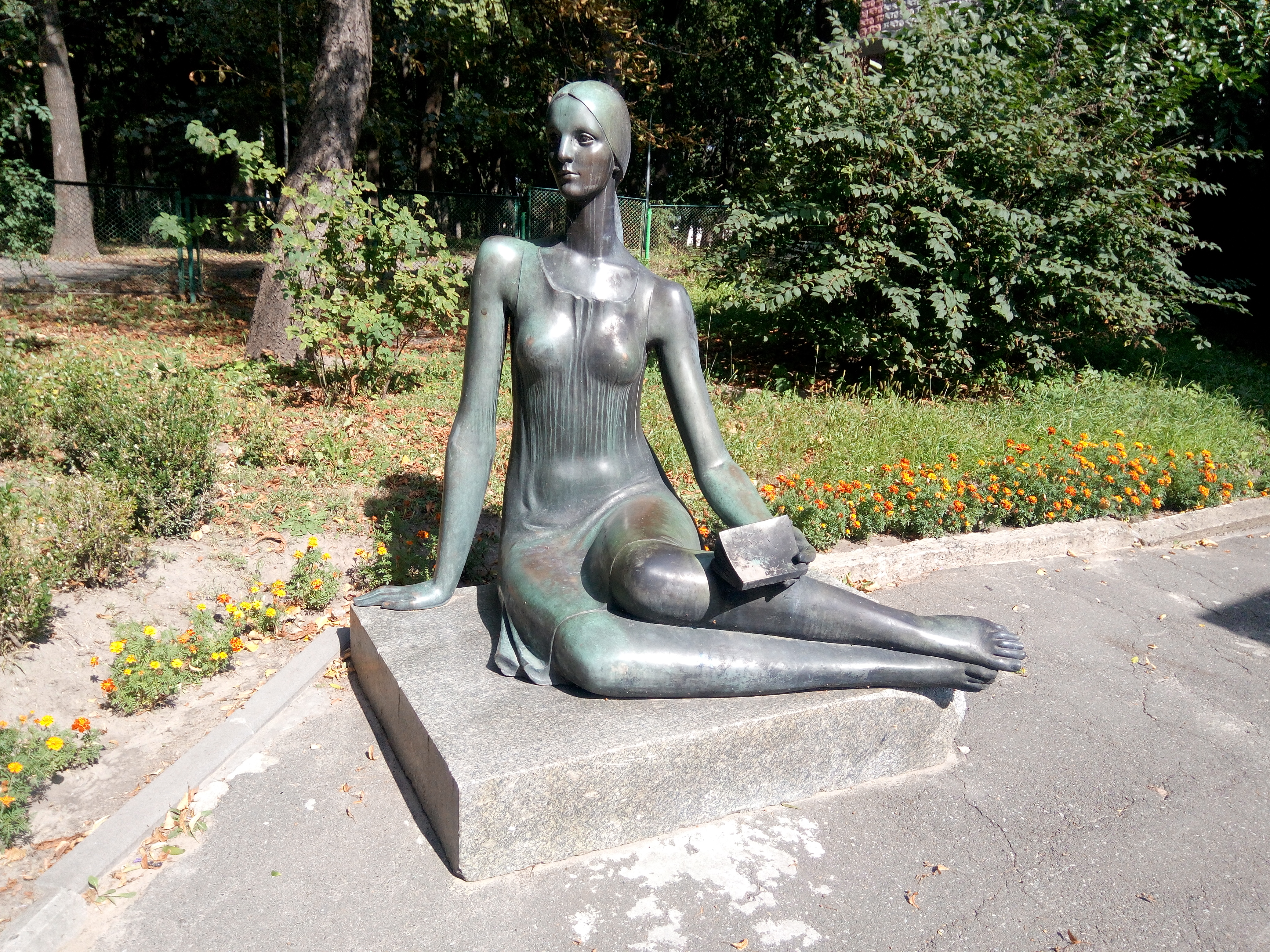
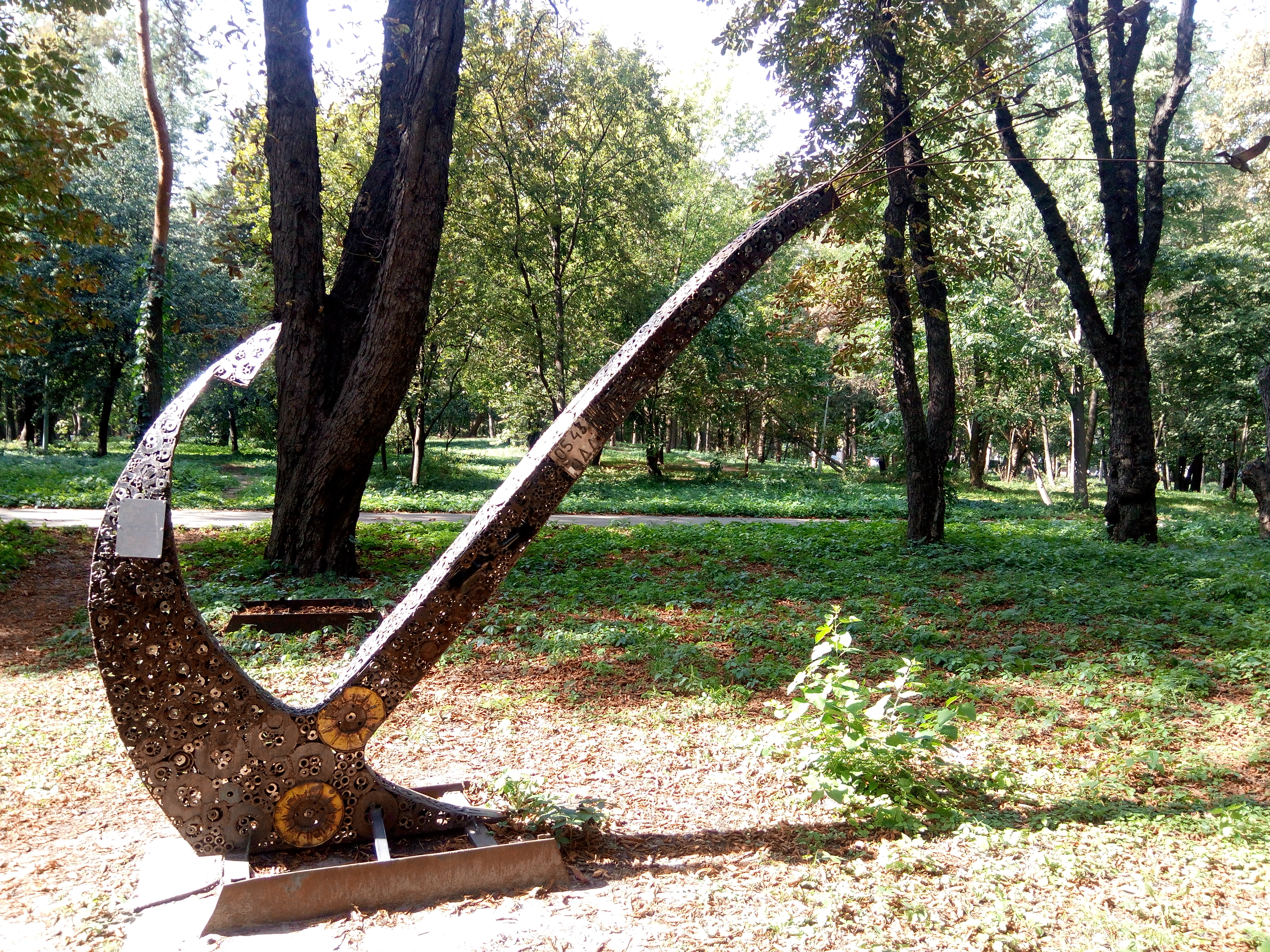
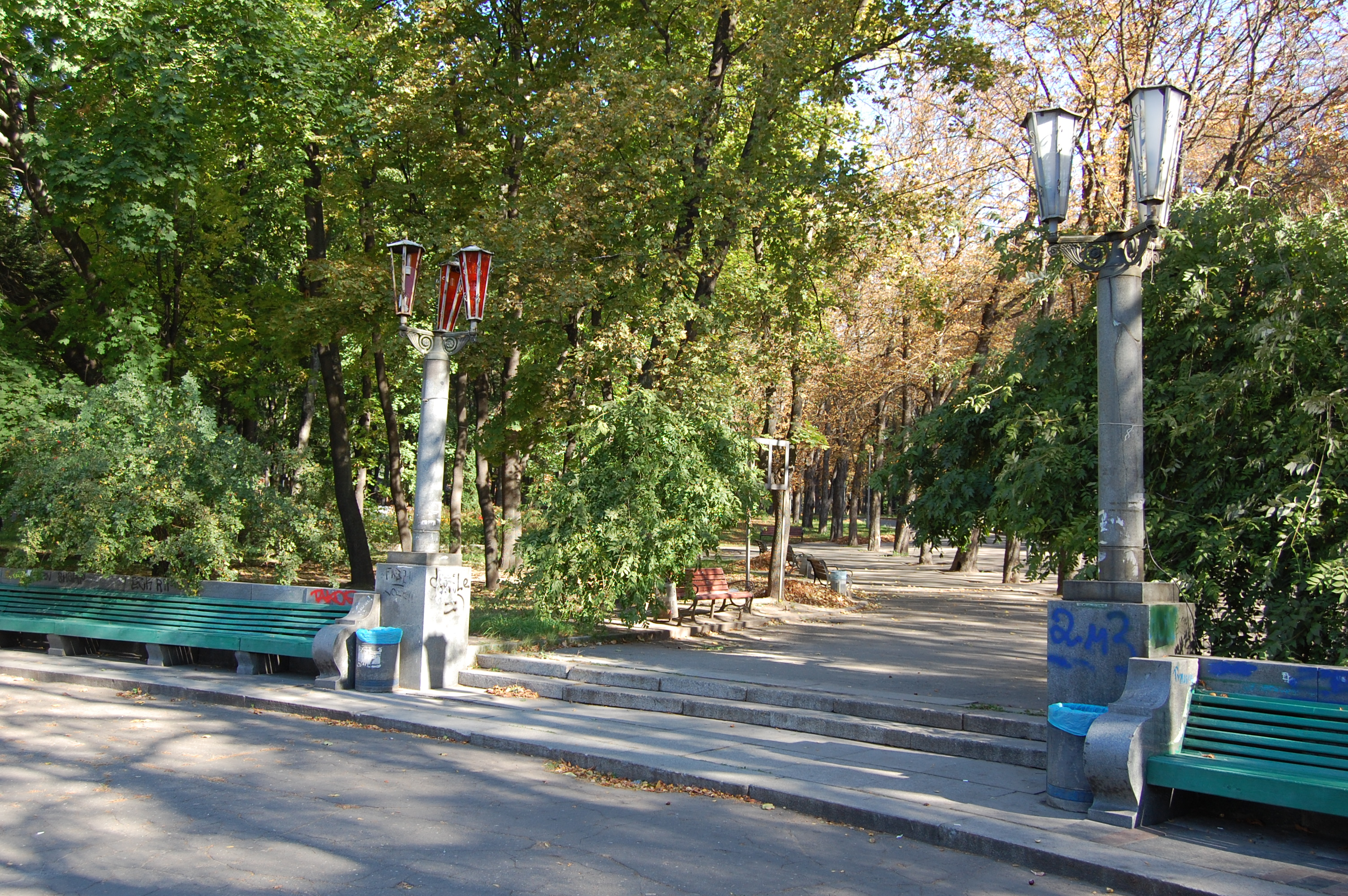
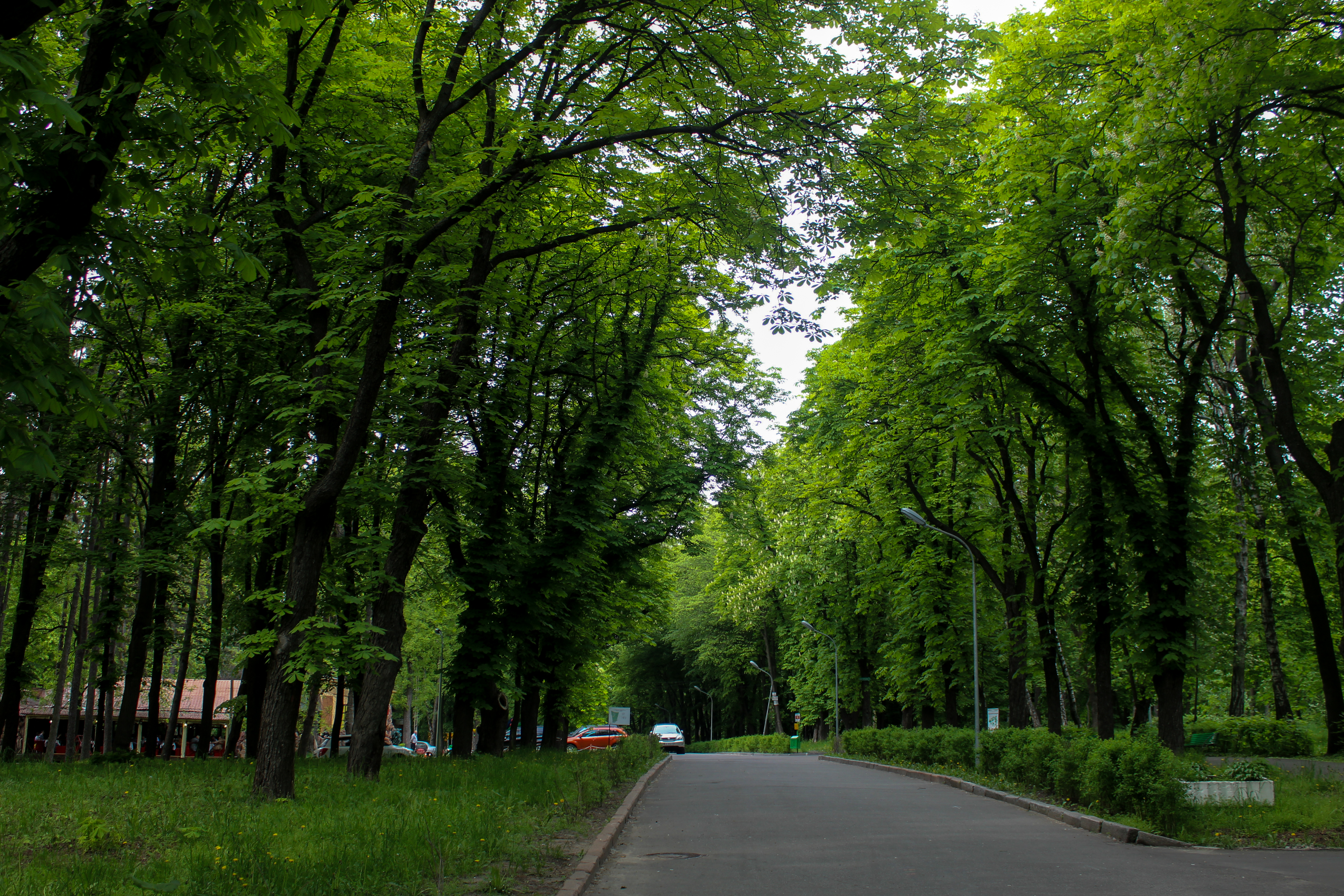
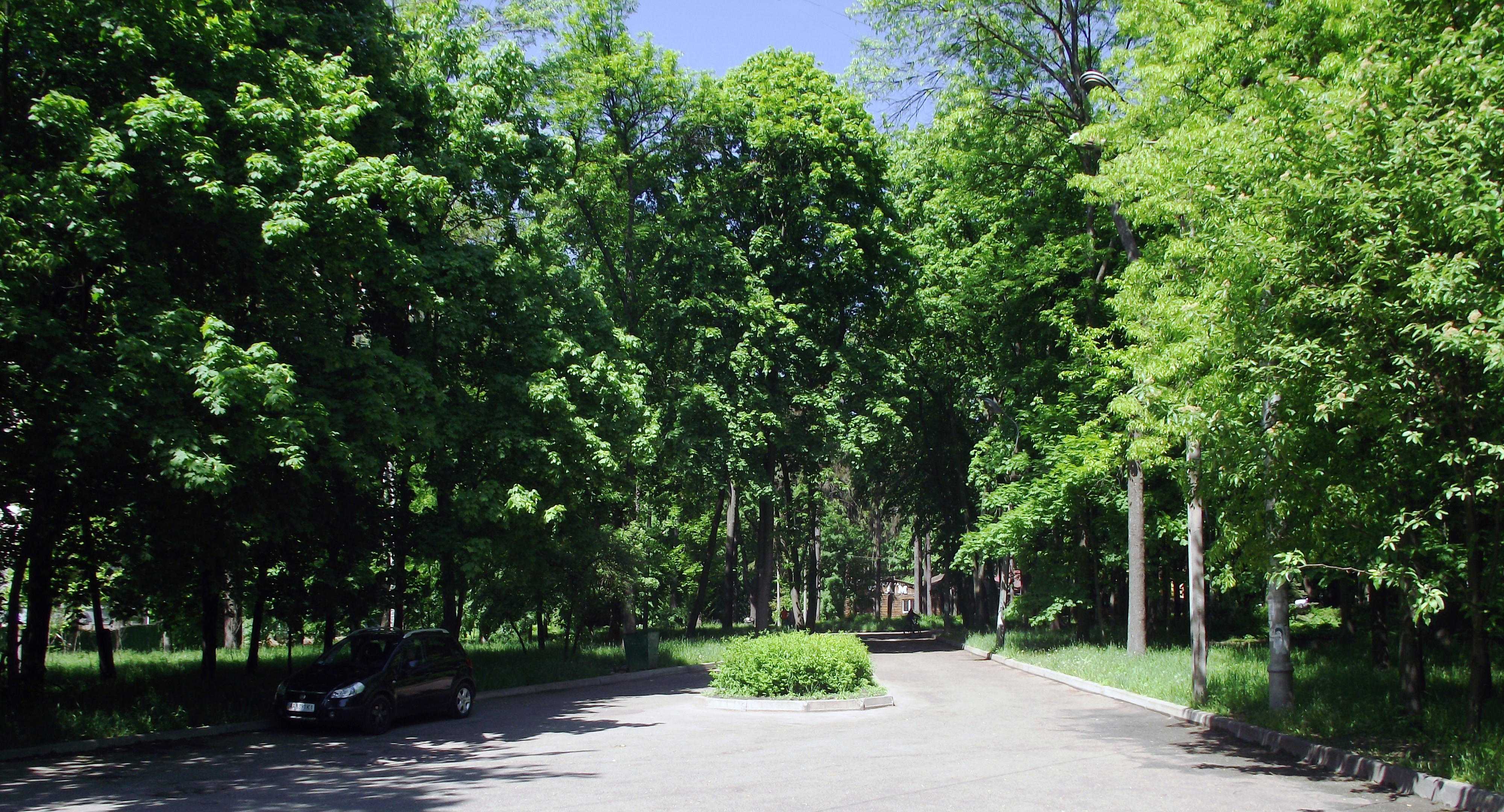
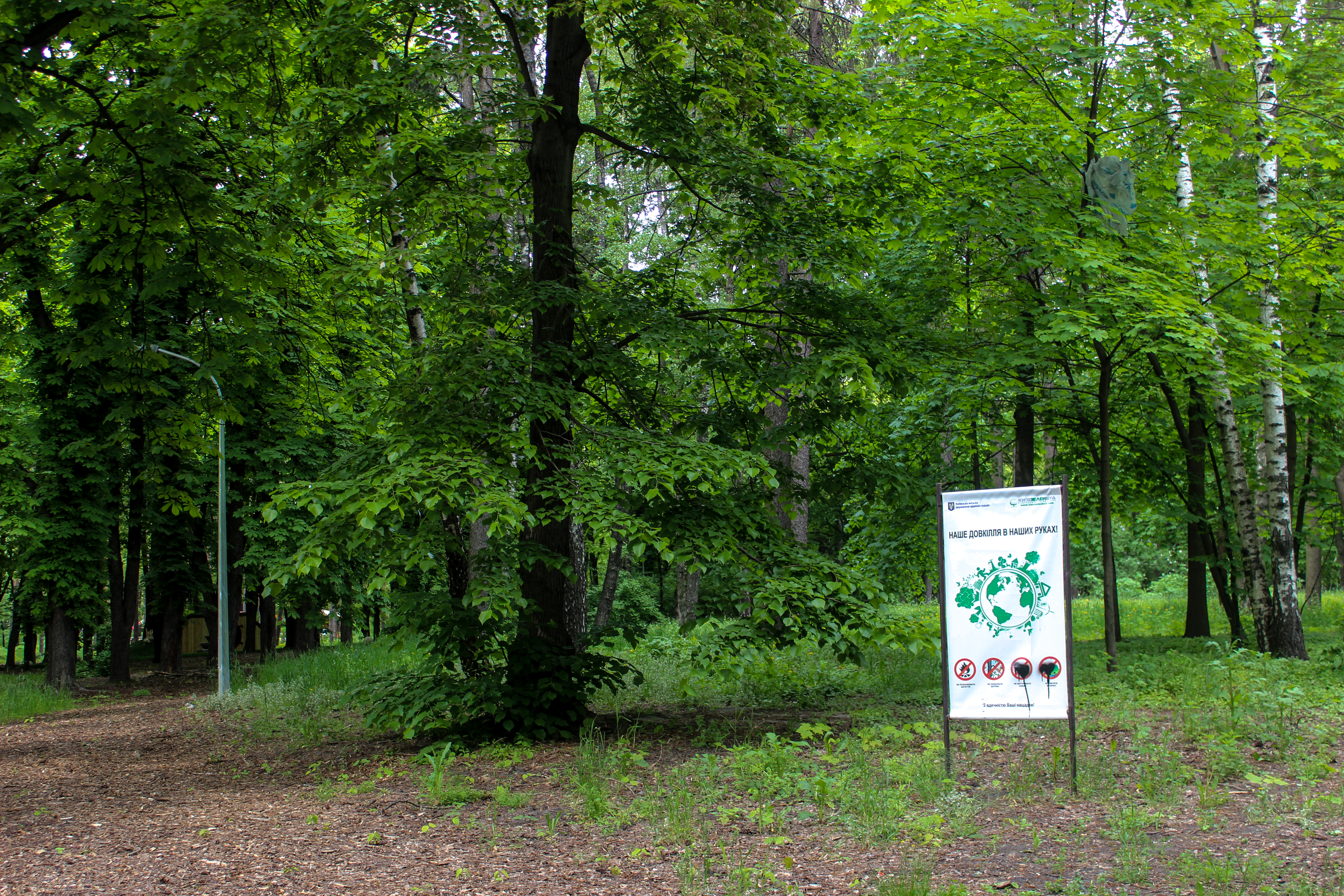
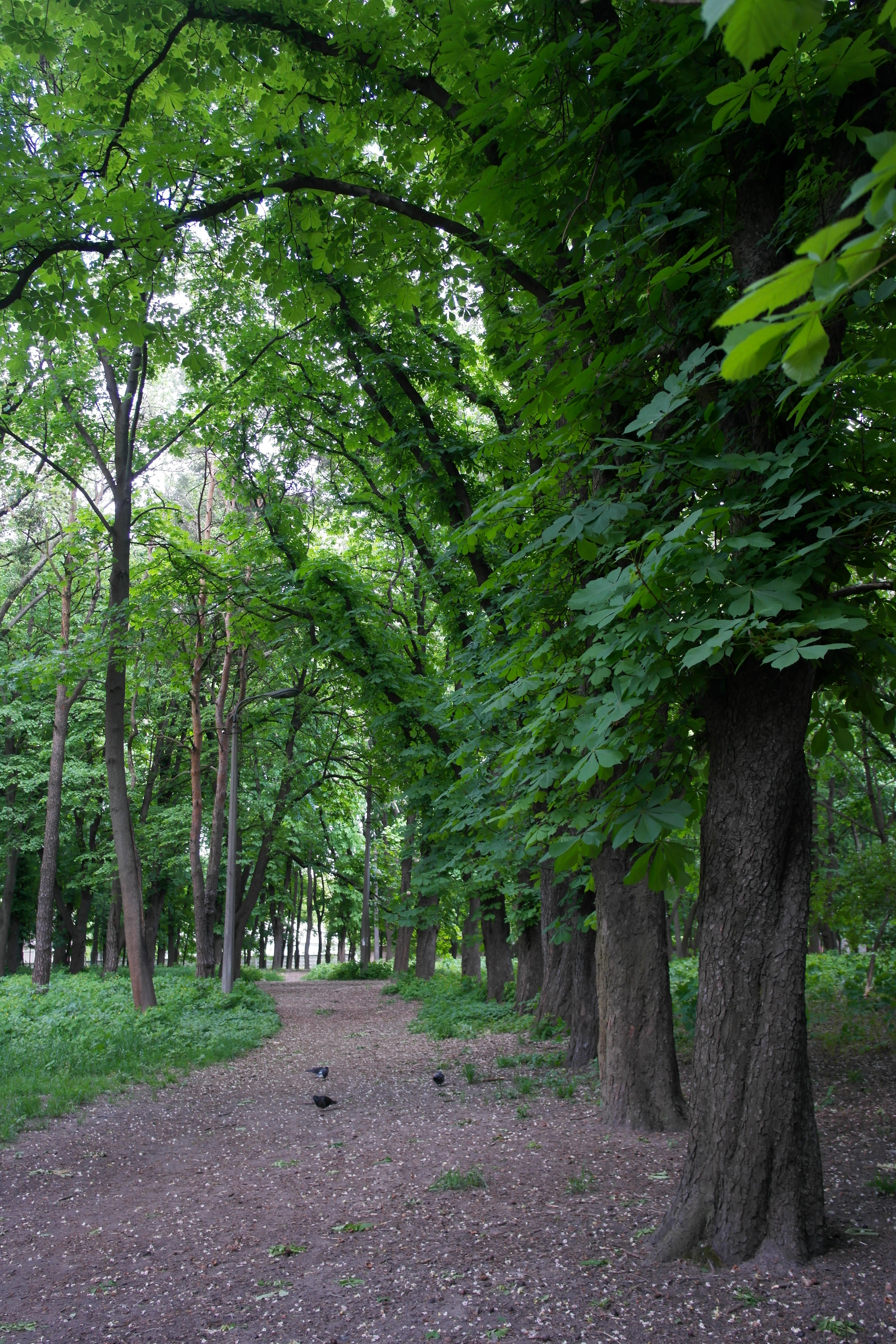

## Плани розвитку
У серпні 2013 Департамент містобудування та архітектури КМДА поширив інформацію, що починаючи з осені 2013 парк планується перетворити на дитячий тематичний культурно-розважальний парк, оформивши його на основі казок російського письменника Пушкіна. Планувалося, що над наповненням парку працюватиме майстер скульптури міського середовища, автор Пейзажної алеї — Костянтин Скритуцький.